# 6368 Richardmenendez
6368 Richardmenendez este un asteroid din centura principală de asteroizi.

## Descriere
6368 Richardmenendez este un asteroid din centura principală de asteroizi. A fost descoperit pe 1 septembrie 1983 la Observatorul La Silla de Henri Debehogne. Asteroidul prezintă o orbită caracterizată de o semiaxă mare de 2,23 ua, o excentricitate de 0,14 și o înclinație de 6,7° în raport cu ecliptica.